# Style Château

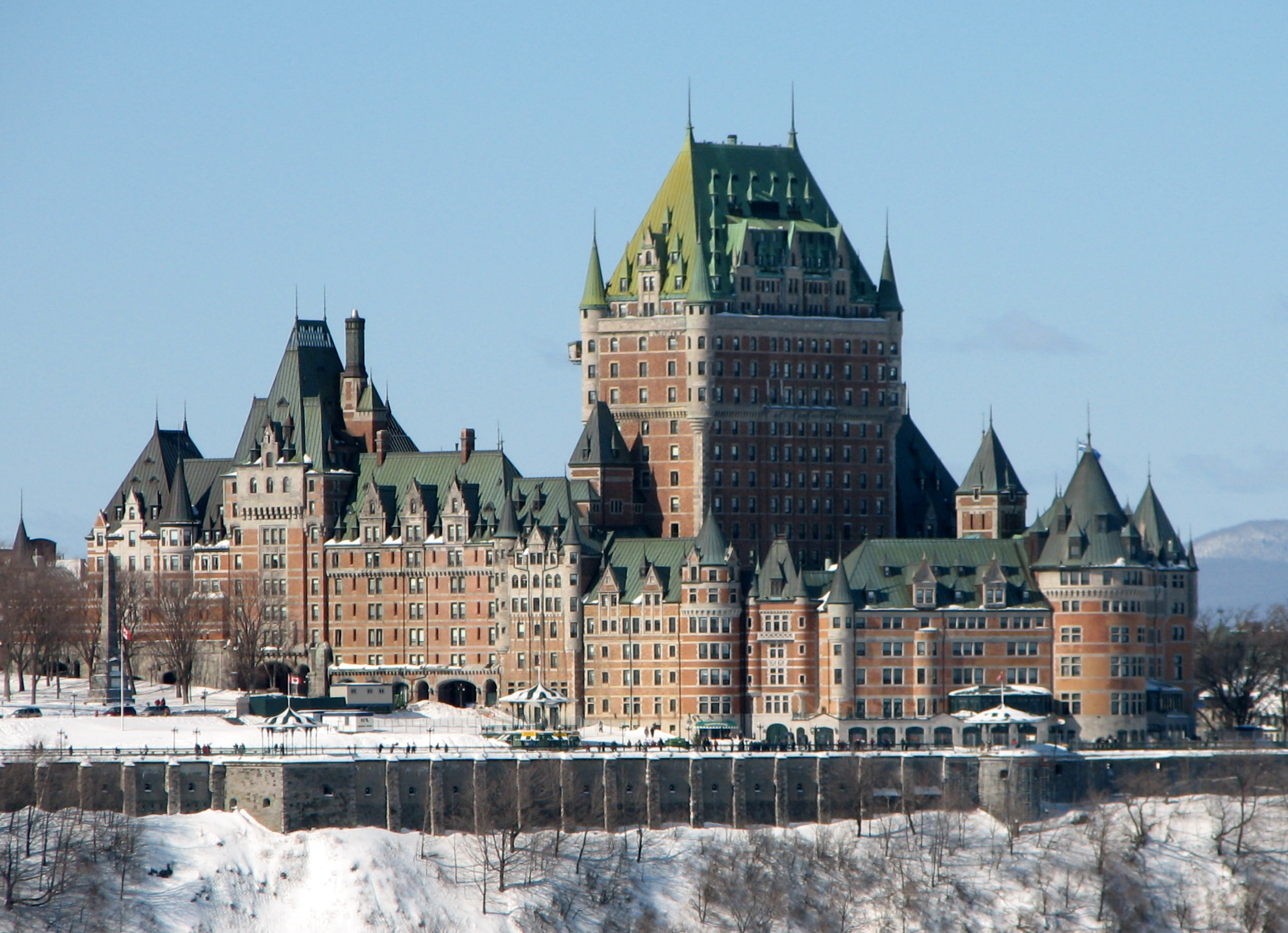
Le Château Frontenac, dans la ville de Québec, province de Québec (1893).

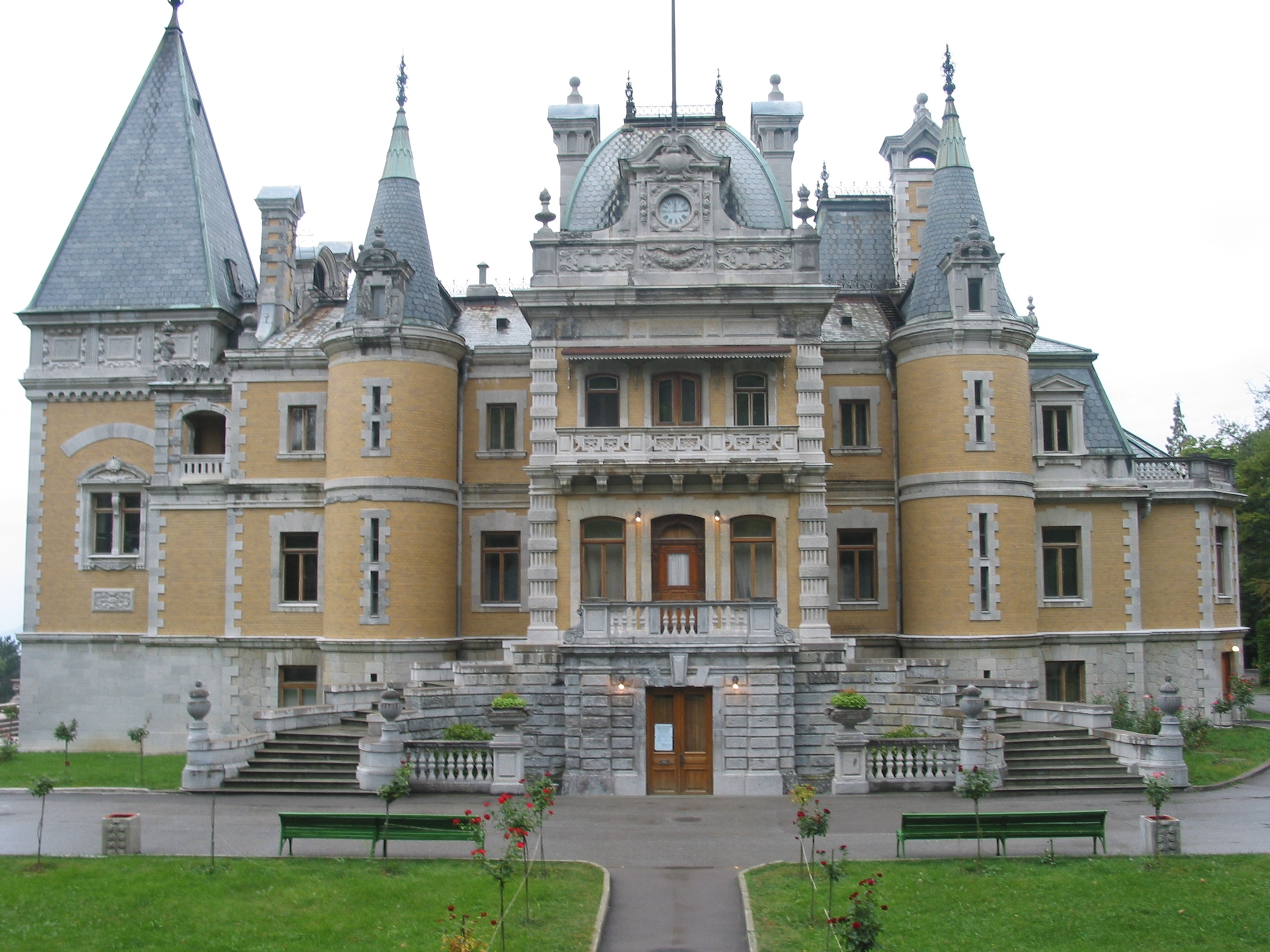
À Massandra en Crimée, un château construit pour le tsar Alexandre III (1900).

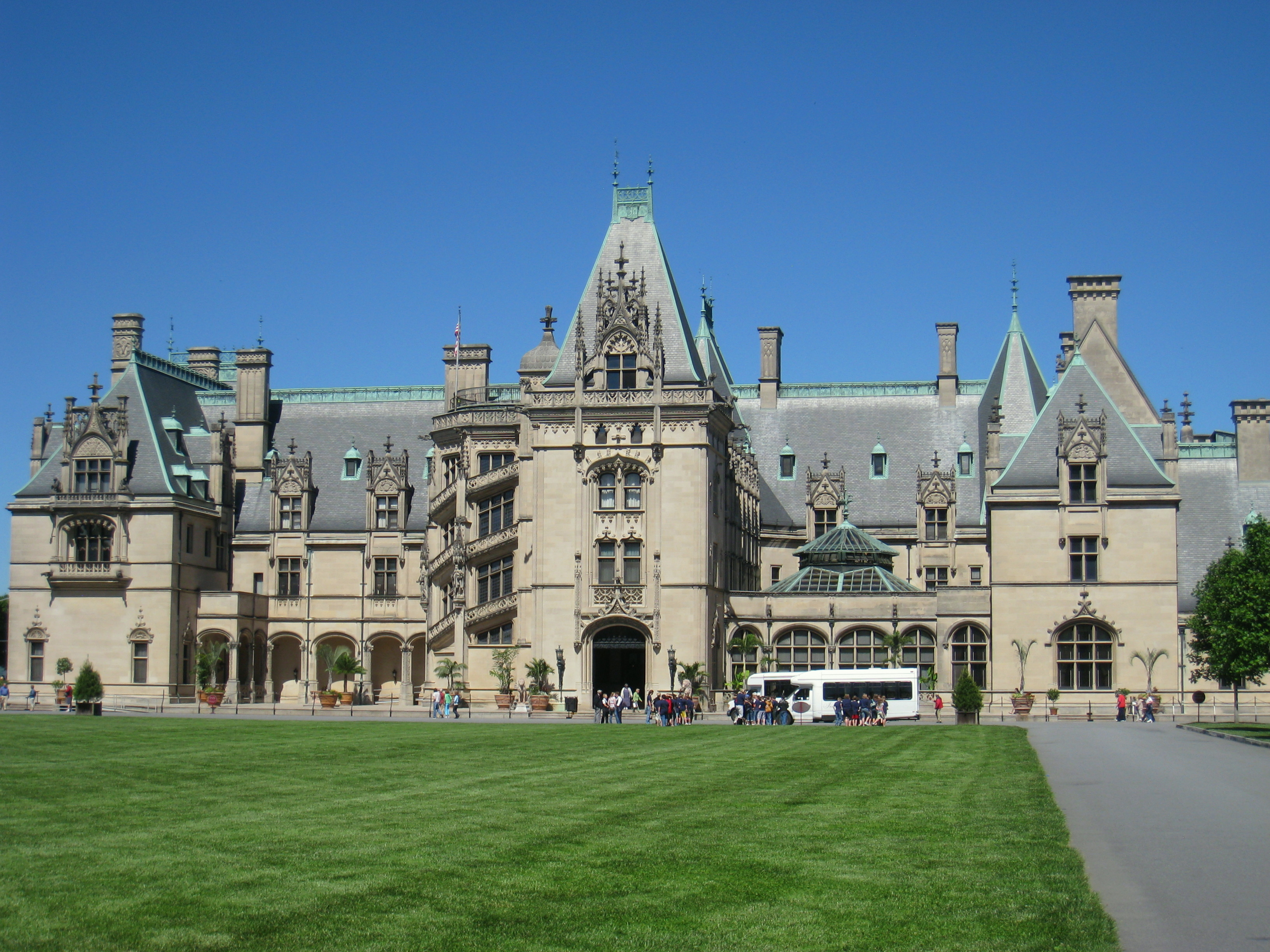
Le Domaine Biltmore à Asheville enCaroline du Nord.

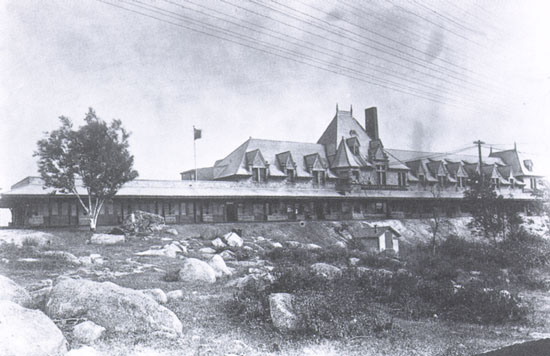
La gare de McAdam, au Nouveau-Brunswick.

Le style Château est un style architectural reprenant des éléments architecturaux de la Renaissance française, en particulier le style des châteaux de la Loire du XVe siècle au XVIIe siècle.
Le style reprend l'ornementation comme les tours, les tourelles et les toits pentus des châteaux français du XVIe siècle, eux-mêmes influencés par l'architecture gothique tardive et la Renaissance italienne. Ce style, comme pour toute architecture néo-traditionnelle, ne tente pas d'émuler complètement un château français. Les bâtiments de style Château sont généralement de forme asymétrique, d'un toit avec une forte pente et de forme irrégulière.

## Histoire
Ce style architectural a été popularisé aux États-Unis par Richard Morris Hunt, le premier architecte américain à avoir étudié à l'École des Beaux-Arts à Paris. Il a conçu plusieurs résidences, dont celle de la famille Vanderbilt, durant les années 1870 à 1890. Ce style, relativement rare aux États-Unis, est principalement présent au Nord-Est, bien qu'on le retrouve dans tout le pays. Il a surtout servi pour la construction de résidences de gens très riches, bien qu'on le retrouve aussi dans certains édifices publics. 
Le premier édifice construit dans ce style au Canada est le manège militaire de Québec. Plusieurs des grands hôtels du chemin de fer du Canada (en) ont été construits dans le style Château, ainsi que plusieurs édifices publics. Il est associé à l'architecture canadienne car plusieurs de ses hôtels restent des points de repère importants dans plusieurs grandes villes du pays.